# 873
Раннє Середньовіччя  •  Епоха вікінгів  •  Золота доба ісламу  •  Реконкіста

## Геополітична ситуація
У Візантії триває правління Василя I Македонянина. Володіння Каролінгів розділені на Західно-Франкське королівство,  Східно-франкське королівство,  Італію. Північ Італії належить Італійському королівству, Рим і Равенна під управлінням Папи Римського, герцогства на південь від Римської області незалежні, деякі області на півночі та на півдні належать Візантії. Піренейський півострів, окрім Королівства Астурія та Іспанської марки, займає Кордовський емірат. Північну частину Англії захопили дани, на півдні править Вессекс. Існують слов'янські держави: Перше Болгарське царство, Велика Моравія.
Аббасидський халіфат очолював аль-Мутамід. У Китаї правила династія Тан. Значними державами Індії є Пала, Пратіхара, Чола. В Японії триває період Хей'ан. Хозарський каганат підпорядкував собі кочові народи на великій степовій території між Азовським морем та Аралом. Територію на північ від Китаю захопили єнісейські киргизи.
На території лісостепової України в IX столітті літописці згадують слов'янські племена білих хорватів, бужан, волинян, деревлян, дулібів, полян, сіверян, тиверців, уличів. У Північному Причорномор'ї співіснують різні кочові племена, зокрема булгари, хозари, алани, тюрки, угри, кримські готи. Херсонес Таврійський належить Візантії. У Києві правлять Аскольд і Дір.

## Події
- У Китаї виник масовий голод, з яким ослаблений центр держави не зміг боротися.
- У Толедо знову спалахнули етнічні заворушення.
- Якуб ас-Саффар захопив Нішапур.
- Візантійські війська на чолі з василевсом Василем Македонянином продовжували наступ на павликіан.
- Карл Лисий наказав осліпити свого сина Карломана, але той утік до свого дядька Людовика Німецького.
- Карл Лисий та бретонський король Саломон відбили Анжер у вікінгів.